# Dendrobium eymanum
Dendrobium eymanum är en orkidéart som beskrevs av Paul Ormerod. Dendrobium eymanum ingår i släktet Dendrobium, och familjen orkidéer. Inga underarter finns listade i Catalogue of Life.